# Bulis (ciutat)
Bulis (en llatí Bulis, en grec antic Βοῦλις) era una ciutat a la frontera entre la Fòcida i Beòcia, dalt d'un turó. Es trobava a 7 estadis del golf de Corint, a 80 estadis de Tisbe i a 100 d'Anticira.
Va ser fundada pels doris dirigits per Bulon i per aquesta raó sembla que no va pertànyer ni a la lliga Fòcida ni a la Beòcia. Pausànias diu que no era una ciutat de Fòcida però Esteve de Bizanci, Plini el Vell i Claudi Ptolemeu la situen a Fòcida, a la frontera amb Beòcia. Tenia un port, anomenat Mikos (en grec Μυχός) per Estrabó, no lluny de la ciutat. Prop de Bulis hi desembocava un torrent que segons Esteve de Bizanci s'anomenava Heraclei, i hi havia també una font abundant. Pausànias diu que en el seu temps la major part de la població es dedicava a la pesca del murex (o Corn amb pues), que s'utilitzava per aconseguir el colorant de color porpra.
Les seves ruïnes estan properes al monestir de Dobó. L'antic port és avui la ciutat de Zálitza.